# Steuerrekursgericht
Das Steuerrekursgericht ist ein Spezialverwaltungsgericht in Steuersachen im schweizerischen Kanton Zürich. Es ersetzt die Steuerrekurskommissionen, welche diese Funktion bis Ende 2010 ausübten und ist die erste gerichtliche Instanz gegen eine Verfügung (Einspracheentscheid) des kantonalen Steueramts, der kommunalen Grundsteuerbehörden oder der Wehrpflichtersatzverwaltung. Zurzeit besteht das Steuerrekursgericht des Kantons Zürich aus zwei Abteilungen mit je 300 Stellenprozenten.

## Interkantonaler Vergleich und bundesrechtliche Grundlage
Andere Kantonen, wie z. B. Bern, bezeichnen ihre entsprechenden Behörden nach wie vor mit dem Begriff Steuerrekurskommission. Das Bundesrecht (Gesetz über die Direkte Bundessteuer und Steuerharmonisierungsgesetz) schreibt den Kantonen die Einsetzung einer von den Steuerbehörden unabhängigen kantonalen Justizbehörde in Steuersachen vor. Das kantonale Recht kann (muss aber nicht) den Weiterzug des Beschwerdeentscheides an eine weitere verwaltungsunabhängige kantonale Instanz (meist Verwaltungsgericht) vorsehen – von dieser Möglichkeit machen beispielsweise die Kantone Zürich und Bern Gebrauch.

## Zuständigkeit
Das Steuerrekursgericht behandelt im Wesentlichen Rechtsmittel betreffend:
- die direkte Bundessteuer sowie die Staats- und Gemeindesteuern;
- die Grundstückgewinnsteuer;
- die Erbschafts- und Schenkungssteuer;
- die Verrechnungssteuer sowie
- den Wehrpflichtersatz (ohne Erlass der Wehrpflichtersatzabgabe).

Ausnahme: Streitigkeiten über die Nach- und Strafsteuer, den Steuererlass und -bezug, Spezialsteuern (Motorfahrzeugsteuern, Hundesteuer etc.) sowie die sog. Kausalabgaben (Strassenbeiträge, Kanalisationsgebühren etc.).

## Gerichtsorganisation
Dem Gerichtspräsidenten unterstehen die Geschäftsleitung sowie zwei Gerichtsabteilungen. Der Leitende Gerichtsschreiber leitet die Kanzlei.